# سرچشمه محلات

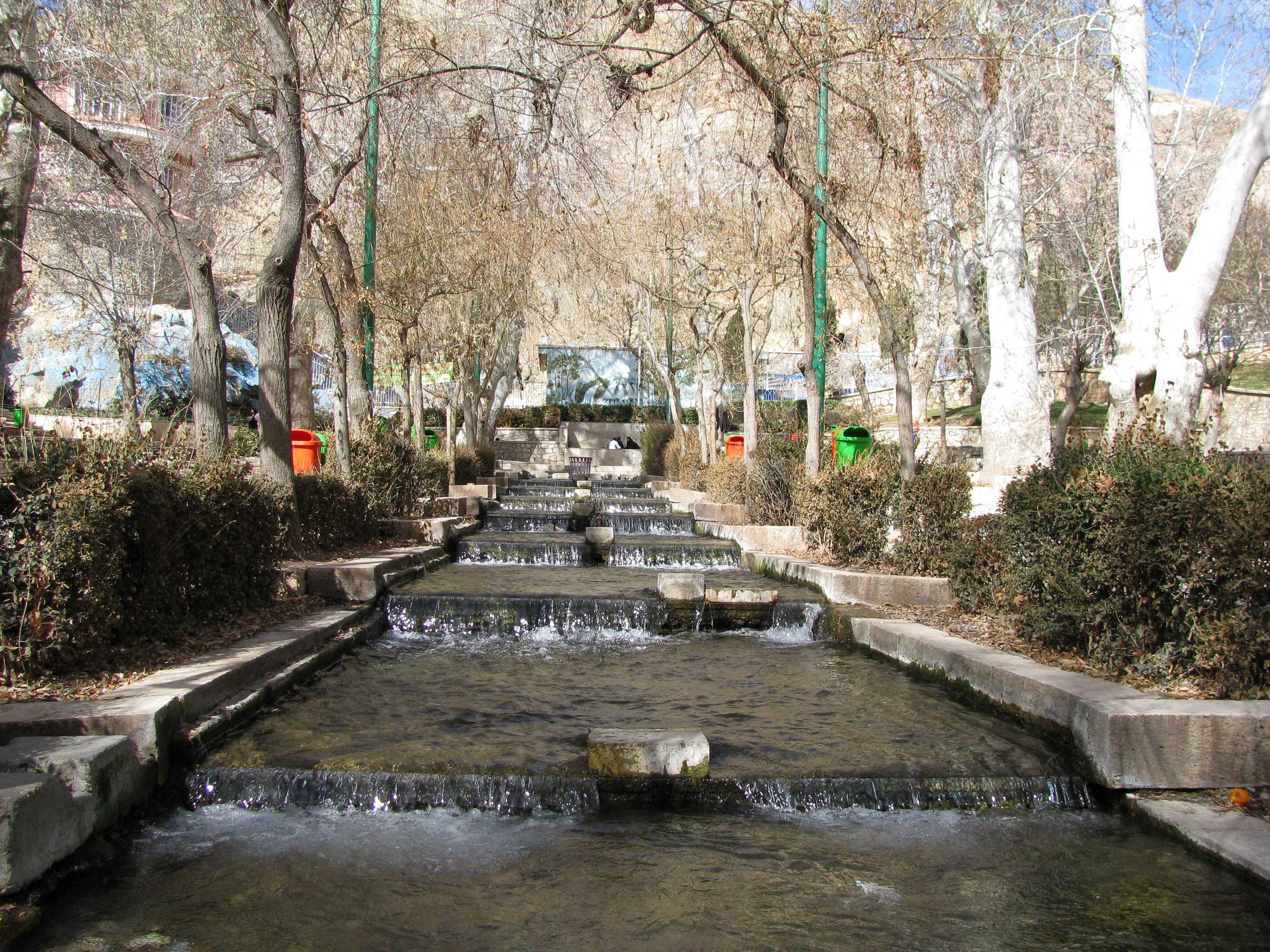
سرچشمه محلات - بهمن ۱۳۸۶

سرچشمه محلات یکی از جاذبه‌های گردشگری شهر محلات، ایران می‌باشد.
این سرچشمه که از چشمه‌های پرآب طبیعی استان مرکزی است در شمال شهر محلات و در دامنه رشته‌کوه هفتاد قله قرار داد، این سرچشمه در بلندترین نقطه این شهر قرار گرفته‌است، سرچشمه محلات متشکل از یک بوستان با درختان چنار تنومند و یک دریاچه تفریحی است که در سال ۱۳۸۹ رتبه نهم جذب گردشگر در کشور ایران در بین ۹۰ مرکز تفریحی را کسب کرده‌است. سرچشمه محلات از عوامل پرورش گل در محلات می‌باشد.

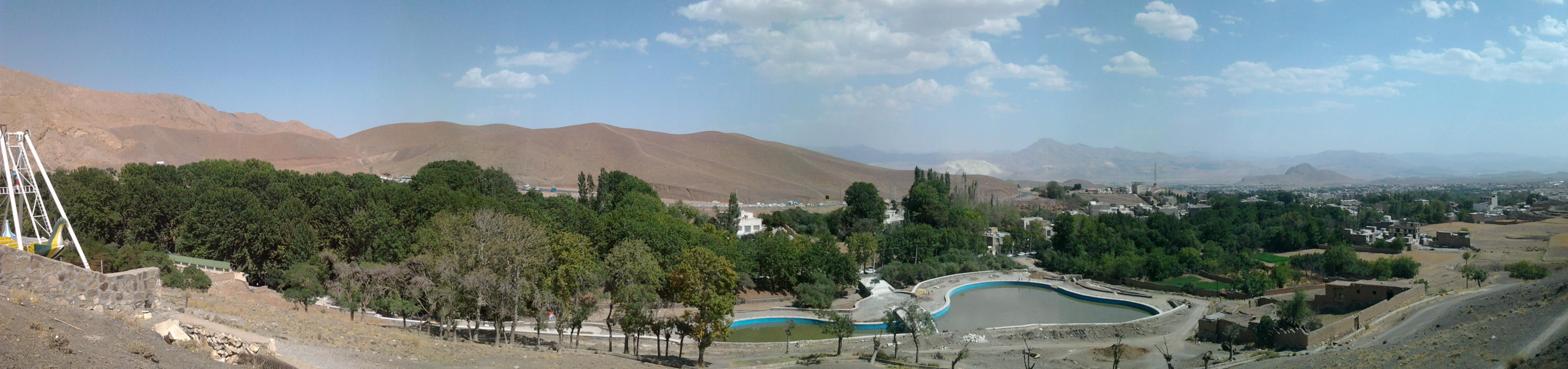
نمایی از سرچشمه محلات از بالا - شهریور ۱۳۹۱